# Nevermind
Nevermind là album phòng thu thứ hai của ban nhạc rock người Mỹ Nirvana, được DGC Records phát hành vào ngày 24 tháng 9 năm 1991. Đây là album đầu tiên của Nirvana được phát hành qua một hãng đĩa lớn và cũng là album đầu tiên có sự góp mặt của tay trống Dave Grohl. Được sản xuất bởi Butch Vig, Nevermind mang âm hưởng được trau chuốt và thân thiện với sóng radio hơn so với các tác phẩm trước đó của ban nhạc. Nhạc phẩm được thu âm tại Sound City Studios ở Van Nuys, California và Smart Studios ở Madison, Wisconsin vào tháng 5 và tháng 6 năm 1991; sau đó được master vào tháng 8 cùng năm tại Mastering Lab ở Hollywood, California.
Được sáng tác chủ yếu bởi thủ lĩnh Kurt Cobain, Nevermind được ghi nhận là đã truyền tải một loạt cung bậc cảm xúc khác nhau từ đen tối, hài hước cho đến bất an. Các chủ đề xuyên suốt album bao gồm quan điểm phản kháng thể chế và chống phân biệt giới tính, nỗi chán chường, cảm giác cô lập cộng với tình yêu trắc trở, lấy cảm hứng từ mối quan hệ tan vỡ giữa Cobain và Tobi Vail của ban nhạc Bikini Kill. Trái ngược với những chủ đề mang tính khoái lạc như ma túy và tình dục vốn đang thịnh hành lúc bấy giờ, nhiều nhà phê bình nhận định rằng Nevermind đã xây dựng hình ảnh nghệ sĩ nhạy cảm trong dòng nhạc rock chính thống. Theo lời Cobain, âm thanh của album chịu ảnh hưởng từ các ban nhạc như Pixies, R.E.M., the Smithereens và Melvins. Mặc dù được coi là album tiêu biểu nhất của dòng nhạc grunge, Nevermind vẫn đa dạng trong âm nhạc – từ các bản ballad acoustic ("Polly" và "Something in the Way") cho tới những ca khúc hard rock đậm chất punk ("Territorial Pissings" và "Stay Away").
Nevermind thành công vượt ngoài mong đợi cả về mặt phê bình lẫn thương mại, lọt vào top 10 trên các bảng xếp hạng âm nhạc toàn cầu. Vào ngày 11 tháng 1 năm 1992, album này đã soán ngôi vị quán quân từ Dangerous của Michael Jackson trên bảng xếp hạng Billboard 200 của Mỹ, với doanh số lúc đấy đạt khoảng 300.000 bản mỗi tuần. Đĩa đơn mở đường "Smells Like Teen Spirit" đã lọt vào Top 10 bảng xếp hạng Billboard Hot 100 của Mỹ và sau này được vinh danh tại Đại sảnh Danh vọng Grammy. Video âm nhạc của bài hát được phát sóng với tần suất dày đặc trên MTV. Ngoài ra, ba đĩa đơn khác từ album cũng rất thành công gồm "Come as You Are", "Lithium" và "In Bloom". Tác phẩm được bầu chọn là "Album xuất sắc nhất năm" trong cuộc thăm dò ý kiến Pazz & Jop, trong khi "Smells Like Teen Spirit" cũng đứng đầu ở hạng mục Đĩa đơn của năm và Video của năm. Nevermind còn giúp ban nhạc nhận được ba đề cử giải Grammy trong hai năm liên tiếp (lần thứ 34 và 35), trong đó có hạng mục Album nhạc alternative xuất sắc nhất. 
Nevermind đã đưa Nirvana vươn lên hàng siêu sao toàn cầu và Cobain được mệnh danh là "tiếng nói của cả một thế hệ". Album này không chỉ mang grunge và alternative rock đến với khán giả đại chúng mà còn đẩy nhanh sự thoái trào của thể loại hair metal, tạo nên một hiện tượng được ví như cuộc xâm lăng của nước Anh vào nền âm nhạc đại chúng Mỹ hồi đầu thập niên 1960. Album cũng thường được ghi nhận là khởi nguồn cho sự hồi sinh của văn hóa punk trong giới thanh thiếu niên thuộc thế hệ X. Với hơn 30 triệu bản được tiêu thụ trên toàn thế giới, Nevermind trở thành một trong những album bán chạy nhất mọi thời đại. Vào tháng 3 năm 1999, album được Hiệp hội Công nghiệp Ghi âm Hoa Kỳ (RIAA) chứng nhận Kim cương. Được coi là một trong những album được giới phê bình tán dương và có ảnh hưởng sâu rộng nhất trong lịch sử âm nhạc, tác phẩm đã được Thư viện Quốc hội Hoa Kỳ đưa vào Lưu trữ Thu âm Quốc gia năm 2004 vì giá trị "văn hóa, lịch sử hoặc thẩm mỹ đặc biệt" – đồng thời thường xuyên góp mặt trong các bảng xếp hạng album vĩ đại nhất mọi thời đại, nổi bật là vị trí thứ 6 trong danh sách "500 Album vĩ đại nhất mọi thời đại" của Rolling Stone vào năm 2020 và 2023. Về sau, album đã được tái phát hành nhiều lần với các bản thu thay thế và các buổi biểu diễn trực tiếp.

## Bối cảnh và các buổi thu âm ban đầu
Vào đầu năm 1990, Nirvana bắt đầu lên kế hoạch cho album thứ hai của mình dưới trướng hãng đĩa Sub Pop, với nhan đề tạm thời là Sheep. Theo gợi ý của Bruce Pavitt – người đứng đầu Sub Pop – Nirvana đã chọn Butch Vig làm nhà sản xuất. Ban nhạc đặc biệt yêu thích các sản phẩm mà Vig từng thực hiện với nhóm Killdozer. Họ đã đến phòng thu Smart Studios của Vig tại Madison, Wisconsin và tiến hành thu âm từ ngày 2 đến ngày 6 tháng 4 năm 1990. Phần lớn các bản phối cơ bản đã hoàn tất, tuy nhiên nhạc sĩ chính Kurt Cobain vẫn đang tiếp tục viết lời và cả ban nhạc thì vẫn lưỡng lự về việc sẽ chọn bài nào để thu. Cuối cùng, họ đã thu tổng cộng tám ca khúc, một số trong đó về sau được thu lại để đưa vào Nevermind bao gồm: "Imodium" (sau này đổi tên thành "Breed"), "Dive" (sau đó phát hành dưới dạng mặt B của đĩa đơn "Sliver"), "In Bloom", "Pay to Play" (sau này được đổi tên thành "Stay Away"), "Sappy", "Lithium", "Here She Comes Now" (được phát hành trong album tuyển tập Heaven & Hell: A Tribute to the Velvet Underground) và "Polly".
Vào ngày 6 tháng 4, Nirvana diễn tại một show địa phương ở Madison cùng với ban nhạc Tad đến từ Seattle. Vig bắt đầu tiến hành công đoạn trộn nhạc các bản thu âm, trong khi ban nhạc tham gia một buổi phỏng vấn trên đài phát thanh cộng đồng WORT của Madison vào ngày 7 tháng 4. Cobain đã bị căng giọng trong thời gian này, buộc Nirvana phải tạm dừng quá trình thu âm. Đến ngày 8 tháng 4, họ lên đường tới Milwaukee để khởi động chuyến lưu diễn quy mô lớn ở vùng Trung Tây và bờ Đông nước Mỹ, với tổng cộng 24 buổi diễn trong vòng 39 ngày. Sau khi tour diễn khép lại, tay trống Chad Channing rời nhóm khiến các hoạt động thu âm tiếp theo bị tạm hoãn. Trong một buổi diễn của ban nhạc hardcore punk Scream, Cobain và tay bass Krist Novoselic đã rất ấn tượng với tay trống Dave Grohl của nhóm này. Khi Scream bất ngờ tan rã, Grohl liên hệ với Novoselic, rồi di chuyển đến Seattle và được mời gia nhập Nirvana. Nhìn lại, Novoselic nói rằng với sự xuất hiện của Grohl, mọi thứ như "vào guồng một cách trơn tru".
Bước sang thập niên 1990, Sub Pop bắt đầu gặp phải khó khăn tài chính. Khi xuất hiện những tin đồn rằng Sub Pop có thể trở thành công ty con của một hãng thu âm lớn, Nirvana quyết định "bỏ qua khâu trung gian" và tự mình tìm kiếm một hãng đĩa lớn. Họ đã sử dụng các bản thu âm sẵn có như một bản demo để chào mời các hãng đĩa lớn. Chỉ trong vài tháng, cuộn băng này đã được lan truyền rộng rãi giữa các hãng thu âm lớn. Nhiều hãng đã tìm cách chiêu mộ Nirvana và cuối cùng họ chọn ký hợp đồng với DGC Records – một nhánh của Geffen Records – theo lời giới thiệu của Kim Gordon (thành viên ban nhạc Sonic Youth).
Sau khi ký hợp đồng với DGC, nhiều nhà sản xuất đã được gợi ý bao gồm Scott Litt, David Briggs, Don Dixon và Bob Mould. Song Novoselic chia sẻ rằng cả nhóm đều cảm thấy lo lắng khi lần đầu tiên làm việc dưới trướng một hãng đĩa lớn, hơn nữa các nhà sản xuất mà DGC đề nghị đều yêu cầu được hưởng phần trăm doanh thu từ album. Thay vào đó, ban nhạc đã cả quyết lựa chọn Vig, người mà họ cảm thấy thoải mái khi cộng tác.

## Thu âm

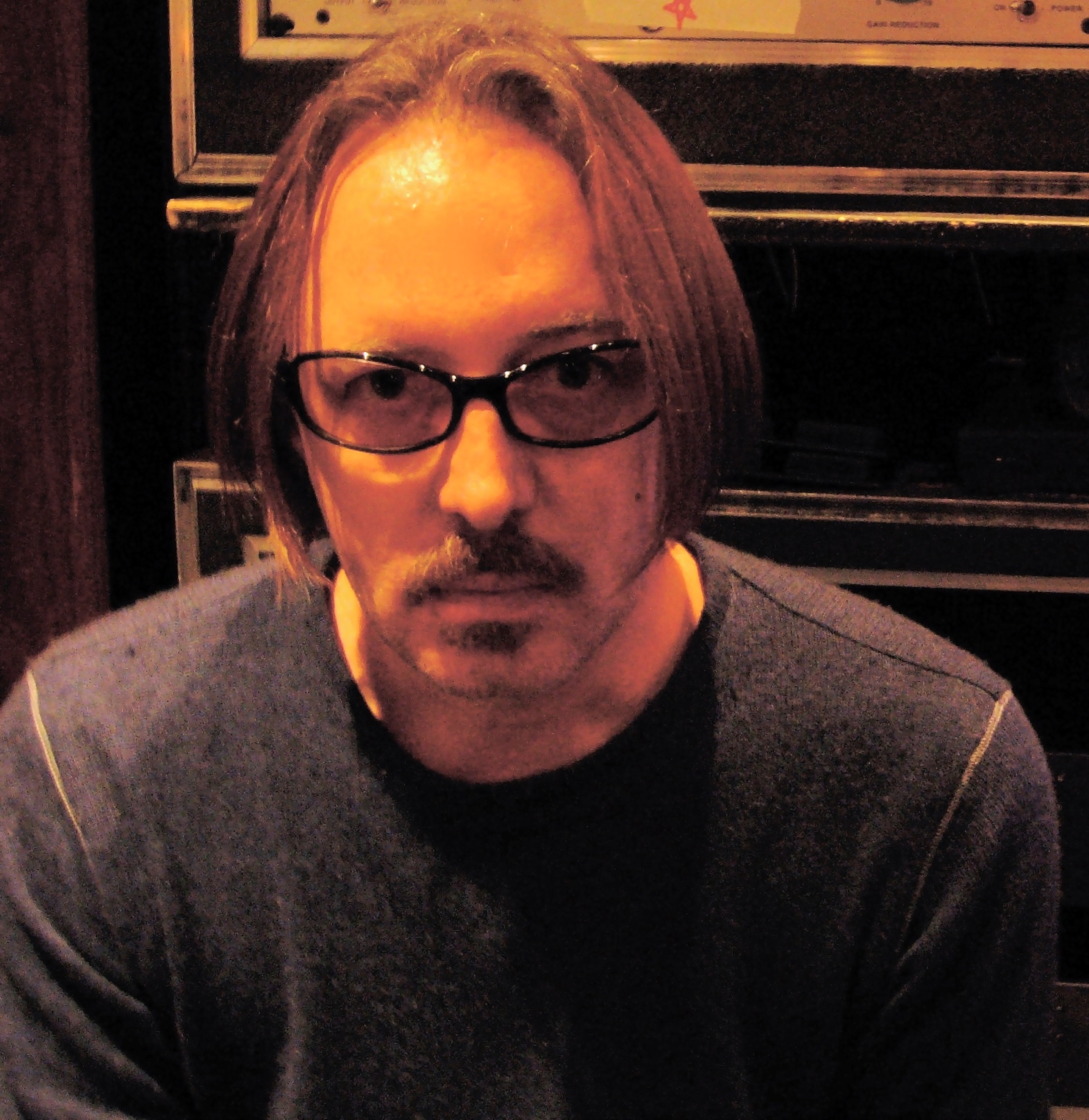
Nhà sản xuất Butch Vig vào năm 2006

Với kinh phí 65.000 đô la Mỹ, Nirvana đã tiến hành thu âm Nevermind tại Sound City Studios, tọa lạc ở Van Nuys, California vào tháng 5 và tháng 6 năm 1991. Để có tiền đổ xăng cho chuyến đi đến Los Angeles, họ đã tổ chức một buổi diễn – tại đây họ lần đầu tiên trình bày ca khúc "Smells Like Teen Spirit". Trước khi buổi thu âm chính thức diễn ra, ban nhạc đã gửi cho Vig các băng thu thử (rehearsal tapes) bao gồm các ca khúc đã được thâu trước đấy tại Smart Studios, cộng thêm một vài bài nhạc mới như "Smells Like Teen Spirit" và "Come as You Are".
Sau khi tới California, nhóm dành vài ngày đầu để luyện tập và hoàn thiện phần phối khí. Ca khúc duy nhất được giữ nguyên từ các buổi thu trước ở Smart Studios là "Polly", trong đó vẫn giữ lại tiếng chũm chọe của Channing. Khi khởi động tiến trình thu âm chính thức, cả ban nhạc làm việc từ 8 đến 10 tiếng mỗi ngày.
Mặc dù nhận được khoản tạm ứng 287.000 đô la Mỹ khi ký hợp đồng với Geffen, Cobain vẫn giữ thói quen sử dụng thiết bị giá rẻ – đặc biệt là các cây guitar Fender sản xuất tại Nhật Bản, bởi chúng có cần đàn mỏng và dễ tìm được phiên bản cho người thuận tay trái. Những cây đàn nói trên bao gồm một số cây Stratocaster được gắn pickup humbucker ở vị trí ngựa đàn, một cây Jaguar đời 1965 gắn pickup DiMarzio và một cây Mustang đời 1969 mà Cobain gọi là cây đàn yêu thích nhất của anh do các nhược điểm trong thiết kế của nó. Nhằm phục vụ cho việc thu âm album, Cobain đã mua một hệ thống rackmount gồm bộ tiền khuếch đại Mesa/Boogie Studio, bộ khuếch đại âm thanh Crown và loa thùng Marshall Cabinets. Ngoài ra, anh còn dùng thêm ampli Vox AC30 và Fender Bassman. Dẫu Vig không thích sử dụng hiệu ứng pedal, song ông vẫn chấp nhận để Cobain dùng pedal distortion Boss DS-1 – thứ mà nam ca sĩ coi là yếu tố chủ chốt tạo nên chất âm của mình, cùng với pedal fuzz Electro-Harmonix Big Muff và pedal chorus Small Clone.
Novoselic và Grohl hoàn thành phần thu của họ chỉ trong vài ngày, trong khi Cobain thì mất nhiều thời gian hơn cho việc guitar overdub (thu đè nhiều lớp guitar), thu giọng hát và viết ca từ – mà đôi khi anh chỉ vừa viết xong vài phút trước khi bước vào phòng thu. Vig nhớ lại rằng Cobain thường không thoải mái với việc thu overdub, nhưng ông đã thuyết phục được nam ca sĩ thu đè giọng hát thành hai lớp (double-track vocals) khi cho biết John Lennon cũng từng làm điều đó. Dù quá trình thu âm nhìn chung diễn ra suôn sẻ, Vig cũng thừa nhận Cobain đôi lúc trở nên khó đoán: "Có khi anh ấy rất tuyệt trong một tiếng đồng hồ, rồi lại ngồi thu mình vào một góc và chẳng nói năng gì suốt một tiếng kế tiếp."

### Trộn âm và master
Vig và ban nhạc không hài lòng với các bản phối ban đầu do chính Vig thực hiện, nên họ quyết định mời một người khác phụ trách khâu trộn âm. DGC đã cung cấp một danh sách nhà sản xuất âm nhạc tiềm năng gồm Scott Litt – thành danh với công việc sản xuất cho R.E.M., cũng như Ed Stasium – được biết đến qua các sản phẩm cho Ramones và the Smithereens. Tuy nhiên, Cobain tỏ ra lo ngại về việc mời những nhà sản xuất quá nổi tiếng vì sợ rằng họ có thể làm mất đi chất riêng của ban nhạc. Thay vào đó, anh chọn Andy Wallace, người đồng sản xuất album Seasons in the Abyss (1990) của Slayer. Novoselic nhớ lại: "Chúng tôi nói ngay: 'Quá chuẩn rồi', vì những đĩa nhạc của Slayer nghe thật nặng đô."
Bản phối của Wallace đã làm thay đổi rõ rệt âm thanh của trống và guitar. Theo lời Wallace và Vig, ban nhạc lúc đầu rất yêu thích bản phối sau cùng. Tuy nhiên, họ lại chỉ trích nó sau khi album trình làng. Steve Albini – kỹ sư âm thanh cho album tiếp theo của Nirvana In Utero (1993) – nhận xét rằng bản phối ban đầu của Vig "nghe có sức nặng và bùng nổ hơn gấp 200 lần" so với phiên bản cuối cùng của Nevermind và Nirvana đã nhiều lần tham chiếu lại bản phối đó khi làm In Utero. Albini còn đánh giá Vig là một kỹ sư âm thanh xuất sắc, người "có mối quan hệ đồng cảm và ăn ý với các ban nhạc ồn ào mà mình từng làm việc cùng trong những năm 1980", đó chính là lý do mà Nirvana đã chọn hợp tác với ông ngay từ đầu.
Nevermind được Howie Weinberg đảm nhiệm phần master vào chiều ngày 2 tháng 8 tại Mastering Lab ở Hollywood, California. Weinberg bắt đầu làm việc một mình vì không ai khác tới đúng giờ như đã hẹn. Đến khi Nirvana, Wallace và Gary Gersh có mặt tại phòng thu, Weinberg gần như đã hoàn tất công việc. Ca khúc ẩn "Endless, Nameless", vốn dự định sẽ xuất hiện ở phần cuối bài "Something in the Way", đã vô tình bị bỏ sót khỏi các bản in đầu tiên của album. Weinberg hồi tưởng: "Thoạt đầu, chuyện thêm bài đó vào cuối album chỉ là một dạng thỏa thuận miệng thôi [...] Có thể là tôi đã không ghi chú lại khi Nirvana hoặc hãng đĩa nói phải làm như vậy. Thế nên, khi họ in ra khoảng hai mươi nghìn bản CD, đĩa vinyl và băng cassette đầu tiên, bài đó đã không được đưa vào." Cobain đã gọi điện trực tiếp cho Weinberg và yêu cầu ông phải sửa lỗi này ngay lập tức.

## Âm nhạc
Vào thời điểm chấp bút Nevermind, Cobain thường nghe các ban nhạc như Melvins, R.E.M., the Smithereens và Pixies, đồng thời bắt đầu viết những ca khúc có giai điệu du dương hơn. Một bước ngoặt quan trọng là đĩa đơn "Sliver", phát hành bởi Sub Pop vào năm 1990 (trước khi Grohl gia nhập ban nhạc). Cobain nói rằng bài hát ấy "tựa như một tuyên ngôn vậy. Tôi buộc phải viết một ca khúc mang màu pop và phát hành nó dưới dạng đĩa đơn để chuẩn bị tâm lý cho khán giả về album tiếp theo. Tôi muốn viết thêm nhiều bài giống như vậy." Grohl cho biết, ở thời điểm đó, Nirvana ví âm nhạc của mình giống như nhạc thiếu nhi, bởi vì họ cố gắng làm cho bài hát trở nên đơn giản hết mức có thể.
Cobain xây dựng cấu trúc hợp âm chủ yếu dựa trên hợp âm 5 (power chord) và sáng tác những ca khúc kết hợp giữa đoạn hook dễ nhớ kiểu pop với những đoạn riff guitar chói tai, gai góc. Mục tiêu của nam ca sĩ đối với phần nhạc trong Nevermind là "nghe như The Knack và The Bay City Rollers bị Black Flag và Black Sabbath quấy nhiễu". Nhiều bài hát trong album thể hiện rõ ràng sự chuyển đổi về cường độ âm thanh: ban nhạc chuyển từ verse nhỏ nhẹ sang điệp khúc ồn ào và bùng nổ. Grohl cho biết cách tiếp cận này được hình thành trong khoảng thời gian 4 tháng trước khi ghi âm album, khi ban nhạc liên tục thử nghiệm sự biến thiên cường độ ở mức cực đoan trong các buổi jam (ứng tác) thường kỳ.
Tạp chí Guitar World viết: "Âm thanh guitar của Kurt Cobain trong album Nevermind của Nirvana đã định hình nên nhạc rock thập niên 1990." Cobain đã sử dụng một cây Fender Mustang đời những năm 1960, một cây Fender Jaguar có gắn pickup DiMarzio và một vài cây Fender Stratocaster lắp pickup humbucker ở vị trí ngựa đàn. Hiệu ứng chủ yếu mà anh dùng là pedal distortion và pedal chorus, trong đó chorus được dùng để tạo ra âm thanh "loang loáng như mặt nước" trong "Come as You Are" và ở phần tiền điệp khúc của "Smells Like Teen Spirit".
Sau khi Nevermind lên kệ, Nirvana bày tỏ sự không hài lòng với khâu sản xuất vì cho rằng âm thanh của nhạc phẩm quá thiên về tính thương mại. Cobain từng nói: "Bây giờ tôi thấy xấu hổ vì nó. Nó giống một đĩa nhạc của Mötley Crüe hơn là một album punk rock." Song vào năm 2011, Vig cho biết ban nhạc thực ra "rất yêu thích" Nevermind khi họ hoàn thành tác phẩm. Ông giải thích rằng Cobain chỉ trích album trước truyền thông là bởi "bạn không thể nào nói huỵch toẹt ra rằng 'Tôi yêu album này và tôi rất vui khi nó bán được 10 triệu bản.' Nói như vậy thì chẳng ngầu tí nào cả. Và tôi nghĩ nghĩ trong lòng anh ấy lúc đó đã muốn làm một thứ gì đó nguyên sơ hơn."

### Ca từ
Nevermind mang màu sắc u tối, hài hước và bất an. Album chứa đựng quan điểm phản kháng thể chế, đồng thời khai thác các chủ đề như phân biệt giới tính, sự bức bối, cô đơn, bệnh tật và những mối tình rối ren. Cobain cho biết lời bài hát được lấy từ các bài thơ mà anh đã viết trong suốt hai năm, sau đó cắt nhỏ ra và lựa chọn những câu mà anh thích, đồng thời nhấn mạnh rằng "chúng hầu như không theo một chủ đề nhất quán nào cả". Ngược lại, Grohl kể rằng Cobain từng nói với anh: "Âm nhạc là thứ trước tiên, còn lời ca chỉ xếp thứ hai". Và theo Grohl, trên tất cả, điều Cobain chú trọng nhất là giai điệu của bài hát. Cobain thậm chí vẫn đang viết tiếp lời bài hát ngay cả trong quá trình thu âm tác phẩm. Ngoài ra, cách phát âm và lối nhả chữ của Cobain trong album này thường rất khó nghe rõ. Vig khẳng định rằng việc hát rõ lời không phải là ưu tiên hàng đầu, ông nói: "Cho dù bạn có không nghe rõ anh ấy hát về điều gì, bạn vẫn biết rằng nó mãnh liệt đến mức nào." Về sau, Cobain tỏ ra khó chịu khi các nhà báo nhạc rock cố gắng giải mã ca từ của anh và gán ghép ý nghĩa cho chúng, nam ca sĩ từng viết: Tại sao báo giới cứ khăng khăng đưa ra những phân tích kiểu Freud hạng xoàng đối với ca từ của tôi, trong khi đến 90% số lần họ còn chép sai lời?"
Trong cuốn tiểu sử Heavier Than Heaven (2001), Charles R. Cross khẳng định rằng nhiều ca khúc viết cho Nevermind có nội dung xoay quanh mối quan hệ rạn nứt giữa Cobain và Tobi Vail. Sau khi mối quan hệ này tan vỡ, Cobain bắt đầu chấp bút những khung cảnh bạo lực, nhiều trong số đó bộc lộ sự căm ghét đối với chính bản thân anh cũng như với người khác. Những ca khúc được sáng tác trong giai đoạn này tuy ít mang hình ảnh bạo lực hơn, nhưng vẫn chất chứa sự giận dữ – điều vốn vắng bóng trong những nhạc phẩm trước đây của Cobain. Cross viết: "Trong vòng bốn tháng sau khi chia tay, Kurt đã viết khoảng nửa tá ca khúc đáng nhớ nhất trong sự nghiệp của mình, tất cả đều về Tobi Vail." Ca khúc "Drain You" mở đầu bằng câu "One baby to another said 'I'm lucky to have met you'" – câu hát này chính là lời mà Vail từng nói với nam ca sĩ. Câu tiếp theo "It is now my duty to completely drain you" ám chỉ sức ảnh hưởng mà Vail từng có trong mối quan hệ với Cobain. Theo lời Novoselic, "'Lounge Act' là về Tobi", và trong bài này có câu "I'll arrest myself, I'll wear a shield" ám chỉ việc Cobain xăm logo của hãng K Records lên cánh tay để gây ấn tượng với Vail. Mặc dầu "Lithium" đã được sáng tác trước khi Cobain quen Vail, song lời bài hát sau đó đã được chỉnh sửa để nhắc tới cô. Cobain cũng từng nói trong một cuộc phỏng vấn với tạp chí Musician rằng: "Một vài trải nghiệm rất cá nhân của tôi như chia tay bạn gái, những mối quan hệ tồi tệ, cảm giác trống rỗng như thể cái chết đang đến với nhân vật trong bài hát – thật cô đơn và bệnh hoạn – đều được tôi đưa vào ca từ".

## Nhan đề

Thương hiệu của Nevermind

Nhan đề dự kiến ban đầu Sheep là một ý tưởng do Cobain nghĩ ra như một trò đùa nội bộ nhắm vào chính những người mà anh dự đoán sẽ mua album này. Trong nhật ký của mình, nam ca sĩ thậm chí còn viết một quảng cáo giả cho Sheep với nội dung: "Vì bạn không muốn; nhưng vẫn làm, vì mọi người khác đều làm vậy." Novoselic cho biết nguồn cảm hứng cho cái tên Sheep xuất phát từ sự hoài nghi và châm biếm của ban nhạc đối với phản ứng của công chúng trước Chiến dịch Bão táp Sa mạc. Tuy nhiên, khi quá trình thu âm kết thúc, Cobain bắt đầu cảm thấy chán ghét cái tên Sheep và đã đề nghị với Novoselic đổi tên album thành Nevermind. Cobain thích cái tên này vì nó là ẩn dụ cho thái độ sống của giọng ca (phó mặc, bất cần và buông xuôi) cũng như vì nó là một từ sai ngữ pháp (đúng ra phải là "Never mind"). Ngoài ra, ban nhạc cũng từng cân nhắc một cái tên khác là Sacagawea, đặt theo tên của một phụ nữ người Mỹ bản địa. Ý tưởng này phản ánh tham vọng của Nirvana trong việc tạo ra tầm ảnh hưởng sâu rộng hơn so với album trước đó Bleach.
"Nevermind" xuất hiện trong phần ghi chú (liner notes) của album dưới dạng từ cuối cùng trong một đoạn văn tập hợp nhiều câu hát rời rạc. Đoạn văn ấy kết thúc bằng lời ca trích từ bài "Smells Like Teen Spirit": "I found it hard, it was hard to find, oh well, whatever, nevermind". Từ "nevermind" cũng gợi nhắc đến Never Mind the Bollocks, Here's the Sex Pistols của Sex Pistols, một trong những album yêu thích nhất của Cobain.

## Thiết kế
Bìa album mô tả một bé trai khỏa thân đang bơi dưới nước, trước mặt là một tờ đô la Mỹ được móc vào lưỡi câu treo lơ lửng ngoài tầm với của đứa bé. Theo lời Cobain, ý tưởng này nảy sinh khi anh xem một chương trình truyền hình về sinh con dưới nước. Cobain về sau đã chia sẻ ý tưởng đó với Robert Fisher – giám đốc nghệ thuật của Geffen. Fisher đã tìm được một số đoạn phim stock về cảnh sinh nở dưới nước, nhưng chúng quá nhạy cảm để hãng đĩa có thể sử dụng. Thêm vào đó, kho ảnh stock sở hữu bản quyền bức hình một em bé đang bơi mà họ định chọn lại đòi mức phí sử dụng lên tới 7.500 đô mỗi năm. Vì vậy, Fisher quyết định cử nhiếp ảnh gia Kirk Weddle đến một hồ bơi dành cho trẻ sơ sinh để chụp ảnh mới. Tổng cộng có 5 bức ảnh được chụp và Nirvana đã chọn bức hình có gương mặt Spencer Elden, khi ấy mới 4 tháng tuổi, con trai một người bạn của Weddle. Geffen tỏ ra lo ngại rằng việc để lộ bộ phận sinh dục của đứa bé trong ảnh có thể gây tranh cãi nên họ đã chuẩn bị một phiên bản thay thế không có chi tiết nhạy cảm này. Tuy nhiên, họ đã bỏ phương án đó sau khi Cobain cương quyết phản đối và tuyên bố rằng phương án duy nhất anh chấp nhận để che lại phần nhạy cảm là dán thêm một sticker ghi dòng chữ: "Nếu bạn thấy bị xúc phạm bởi hình ảnh này thì chắc chắn bạn là một kẻ ấu dâm tiềm ẩn." Bức ảnh sau này đã được công nhận là một trong những bìa album nổi tiếng nhất trong lịch sử âm nhạc đại chúng. Vào ngày 28 tháng 10, Weddle cũng chụp một bức ảnh toàn bộ ban nhạc dưới nước để làm áp phích quảng bá cho Nevermind.
Mặt sau bìa album là một bức ảnh chụp con khỉ cao su được đặt phía trước một bức tranh cắt dán do Cobain tự tay thực hiện. Bức tranh đấy bao gồm hình ảnh thịt bò sống cắt ra từ một quảng cáo siêu thị, một số hình minh họa từ Địa ngục của Dante và các tấm hình âm đạo mắc bệnh lấy từ bộ sưu tập ảnh y khoa của Cobain. Nam ca sĩ từng tiết lộ: "Nếu bạn nhìn thật kỹ, ở phía sau có tấm ảnh ban nhạc Kiss đang đứng trên một tảng thịt bò." Phần ghi chú (liner notes) của album không in đầy đủ lời bài hát; thay vào đó Cobain đã tập hợp những câu hát rời rạc và các đoạn lời chưa dùng đến, rồi sắp xếp chúng lại thành một bài thơ trừu tượng.
Một năm sau, "Weird Al" Yankovic đã nhại lại bìa Nevermind cho album của mình mang tên Off the Deep End. Trong phiên bản này, Yankovic đóng vai em bé nhưng mặc đồ bơi giấu kín bên trong, còn tờ đô la được thay bằng một chiếc bánh donut. Sau này, ông đùa rằng: "Tôi chưa bao giờ nghĩ rằng một ngày nào đó mình lại chụp ảnh bán khỏa thân trên bìa album."

### Các vụ kiện của Spencer Elden
Vào tháng 8 năm 2021, Elden đã đệ đơn kiện Weddle, quỹ di sản của Cobain, cũng như Grohl và Novoselic. Trong đơn kiện, Elden cáo buộc rằng việc sử dụng hình ảnh của anh trên bìa album đã được thực hiện mà không có sự đồng ý của anh hoặc người giám hộ hợp pháp vào thời điểm đó, hành động này vi phạm các đạo luật liên bang về khiêu dâm trẻ em và đã gây ra "tổn thương suốt đời" cho anh. Elden cho rằng – bằng việc từ chối che phần nhạy cảm bằng sticker – Nirvana đã không thực hiện trách nhiệm bảo vệ anh khỏi sự bóc lột tình dục trẻ em. Đơn kiện cũng nêu rõ: “Cobain đã lựa chọn hình ảnh mô tả Spencer—giống như một người hành nghề mại dâm—đang với tay chộp lấy một tờ đô la được treo lủng lẳng trên lưỡi câu phía trước thân thể trần truồng của mình, trong khi bộ phận sinh dục bị phơi bày một cách rõ rệt".
Luật sư Jamie White đã chỉ trích vụ kiện là "vô căn cứ" và "quả thật xúc phạm đến những nạn nhân thực sự" của hành vi lạm dụng tình dục trẻ em. Giáo sư James Cohen từ Trường Luật Fordham cũng nhận định bối cảnh của bìa album không hề gợi ý tới yếu tố khiêu dâm. Cả White lẫn Cohen đều kết luận rằng Elden đã khởi kiện nhằm mục đích kiếm tiền. Đến tháng 12, nhóm luật sư đại diện cho các bị đơn đã yêu cầu bác bỏ vụ kiện, lập luận rằng vụ kiện được đệ trình quá muộn so với thời hiệu pháp lý và cáo buộc cho rằng bức ảnh mô tả hành vi lạm dụng tình dục là "không nghiêm túc". Họ chỉ ra rằng Elden đã "kiếm lợi từ sự nổi tiếng của mình trong suốt ba thập kỷ với danh xưng tự phong 'Em bé Nirvana’” khi nhiều lần tái hiện hình ảnh bìa album và thậm chí còn xăm tên tác phẩm lên ngực mình. Phía bị đơn lập luận rằng bức ảnh bìa không nhằm mục đích gợi dục mà thay vào đó gợi lên các chủ đề như lòng tham, sự ngây thơ và hình tượng minh thần trong nghệ thuật phương Tây". Vì phía luật sư của Elden không đệ trình văn bản phản biện đúng hạn, vụ kiện đã bị thẩm phán bác bỏ vào ngày 3 tháng 1 năm 2022. Tuy nhiên, thẩm phán vẫn cho phép nguyên đơn có thể khởi kiện lại trong tương lai.
Elden đã đệ đơn kiện lại vào ngày 14 tháng 1 năm 2022, điều chỉnh đơn kiện ban đầu bằng cách loại bỏ cáo buộc buôn bán tình dục trẻ em nhưng vẫn giữ lập luận rằng hình ảnh trên bìa album là nội dung khiêu dâm trẻ em. Ngày 2 tháng 9 năm 2022, một thẩm phán đã bác đơn kiện của Elden với lý do anh đã chờ quá lâu để tiến hành khởi kiện; đồng thời viện dẫn quy định về thời hiệu 10 năm tính từ thời điểm nguyên đơn đủ 18 tuổi (tức tuổi trưởng thành theo luật định), đồng nghĩa với việc Elden phải đệ đơn trước khi bước sang tuổi 28 – tức khoảng năm 2019. Ngoài ra, thẩm phán còn cấm mọi hành vi đệ trình đơn kiện bổ sung trong tương lai, khép lại vụ kiện một cách "chung thẩm" ở cấp tòa án quận. Nhưng vào ngày 6 tháng 9 năm 2022, Elden kháng cáo quyết định bác đơn này lên Tòa Phúc thẩm Liên bang Khu vực số 9 của Hoa Kỳ. Tòa đã tiến hành phiên tranh tụng công khai về đơn kháng cáo của Elden vào ngày 18 tháng 10 năm 2023. Rồi đến tháng 12 năm 2023, Tòa phúc thẩm chính thức ra phán quyết có lợi cho Elden, đảo ngược phán quyết của tòa cấp dưới và cho phép vụ kiện được tiếp tục. Tòa nêu rằng việc Nevermind được tái phát hành đặc biệt nhân dịp kỷ niệm 30 năm đã tạo thành một "hành vi tái công bố" (republication) và qua đó mở ra một căn cứ khởi kiện mới mà Elden có quyền theo đuổi tại tòa.

## Phát hành và doanh số

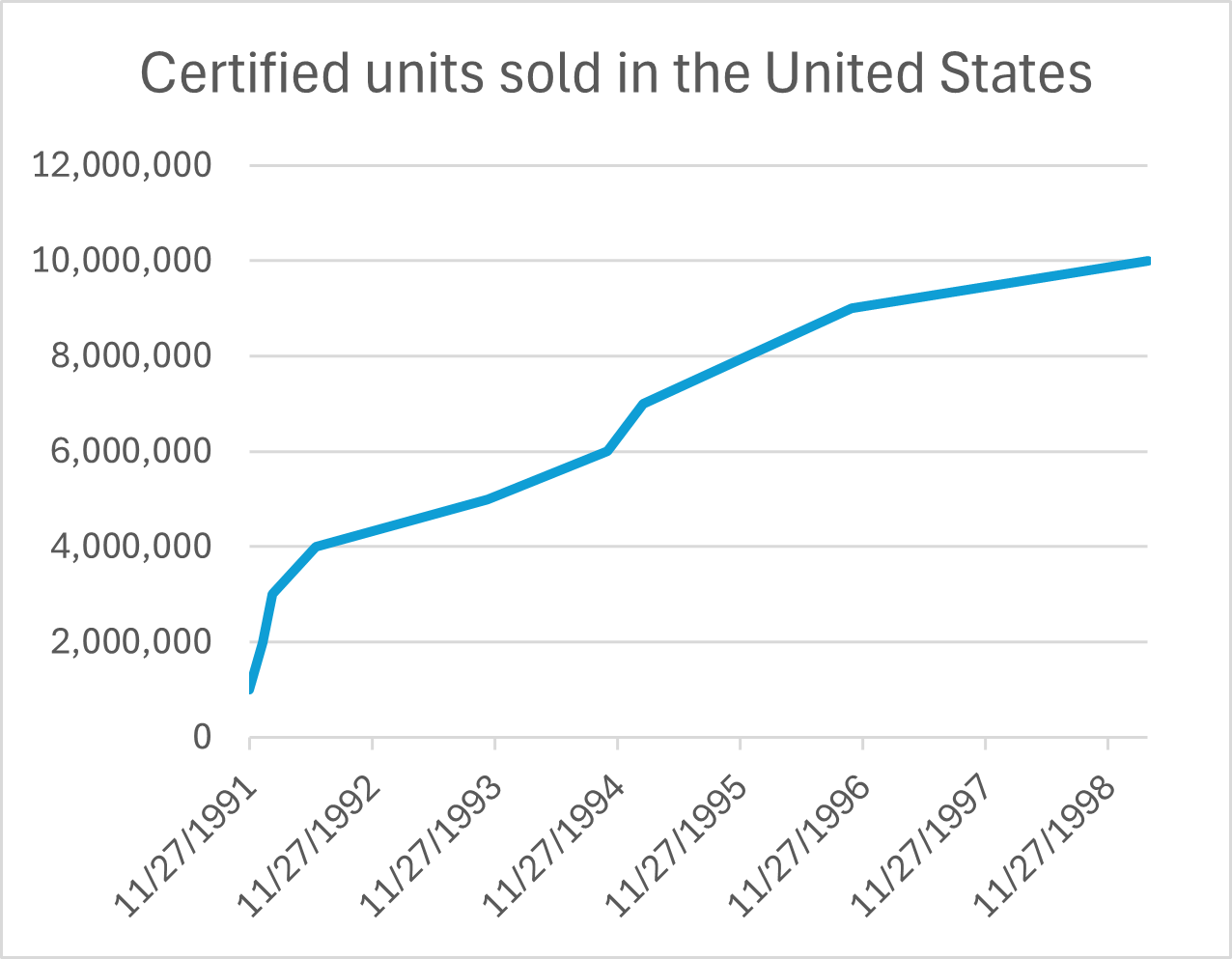
Doanh số được chứng nhận của Nevermind tại Hoa Kỳ trong thập niên 1990, theo cơ sở dữ liệu của RIAA. Album này đã đạt được cả hai chứng nhận Vàng và Bạch kim vào ngày 27 tháng 11 năm 1991, cũng như được chứng nhận Kim cương vào ngày 24 tháng 3 năm 1999.

Nevermind lên kệ vào ngày 24 tháng 9 năm 1991. Các cửa hàng băng đĩa tại Hoa Kỳ nhận được lô hàng ban đầu gồm 46.251 bản, trong khi 35.000 bản đã được xuất sang Anh Quốc – nơi album Bleach trước đó từng gặt hái được thành công nhất định. Đĩa đơn mở đường "Smells Like Teen Spirit" được phát hành vào ngày 10 tháng 9 với mục đích xây dựng lượng người hâm mộ trong cộng đồng yêu nhạc alternative rock, trong khi đĩa đơn kế tiếp "Come as You Are" hứa hẹn sẽ thu hút thêm nhiều sự chú ý. Vài ngày trước thời điểm phát hành chính thức, ban nhạc bắt đầu một tour diễn ngắn tại Mỹ để quảng bá cho album. Geffen kỳ vọng rằng Nevermind sẽ bán được khoảng 250.000 bản, tương đương doanh số của Goo – album đầu tay của ban nhạc Sonic Youth dưới trướng Geffen. Dự đoán lạc quan nhất lúc đấy là album có thể đạt chứng nhận Vàng (bán được 500.000 bản) vào tháng 9 năm 1992.
Nevermind ra mắt ở vị trí thứ 144 trên bảng xếp hạng Billboard 200. Geffen đã vận chuyển khoảng một nửa số lượng bản in đầu tiên tại Hoa Kỳ tới vùng Tây Bắc nước Mỹ, nơi album bán hết nhanh chóng và bị thiếu hàng trong nhiều ngày. Geffen buộc phải tạm ngưng sản xuất tất cả các album khác nhằm tập trung đáp ứng nhu cầu ở khu vực này. Trong vài tháng tiếp theo, doanh số tiêu thụ tăng vọt khi "Smells Like Teen Spirit" bất ngờ trở nên phổ biến rộng rãi. MV của bài hát lần đầu tiên được công chiếu toàn cầu trên chương trình nhạc alternative phát sóng đêm khuya của MTV 120 Minutes và nhanh chóng trở nên đủ nổi tiếng để được kênh này phát sóng vào ban ngày – khung giờ chính của kênh. "Smells Like Teen Spirit" đạt vị trí thứ 6 trên bảng xếp hạng Billboard Hot 100 của Mỹ. Chẳng bao lâu sau, album đạt chứng nhận Vàng, nhưng ban nhạc lại tỏ ra khá thờ ơ với thành tích đó. Novoselic hồi tưởng: "Ừ thì tôi thấy vui về điều đó. Cũng khá là tuyệt. Thật ra cũng hay ho phết. Nhưng tôi chẳng quan tâm gì mấy đến những thành tích kiểu đó. Ngầu thì ngầu đấy—tôi đoán vậy.
Khi ban nhạc bắt đầu chuyến lưu diễn châu Âu vào đầu tháng 11 năm 1991, Nevermind lần đầu tiên lọt vào Top 40 của Billboard ở hạng 35. Tính đến thời điểm này, "Smells Like Teen Spirit" đã trở thành một bản hit thực thụ và album đang bán chạy đến mức mà mọi chiến lược tiếp thị của Geffen đều không kịp triển khai. Chủ tịch Geffen Ed Rosenblatt chia sẻ với tờ The New York Times: "Chúng tôi chẳng làm gì cả. Đây là một trong những album kiểu như 'tránh ra cho nó tự bay lên'." Trong lúc Nirvana lưu diễn khắp châu Âu vào cuối năm 1991, họ nhận thấy rằng các buổi diễn thường xuyên bị bán vé vượt quá sức chứa đến mức nguy hiểm; các đoàn quay phim truyền hình liên tục hiện diện trên sân khấu; còn "Smells Like Teen Spirit" thì gần như phát liên tục trên các đài phát thanh và kênh truyền hình âm nhạc.
Nevermind trở thành album đầu tiên của Nirvana đạt vị trí quán quân trên bảng xếp hạng Billboard vào ngày 11 tháng 1 năm 1992, soán ngôi Dangerous của Michael Jackson. Vào thời điểm này, Nevermind đang bán được khoảng 300.000 bản mỗi tuần. Album quay trở lại vị trí số 1 vào tháng 2 năm 1992. Đĩa đơn thứ hai "Come as You Are" trình làng vào tháng 3 năm 1992; ca khúc đạt vị trí thứ 9 trên UK Singles Chart và thứ 32 trên Billboard Hot 100 của Mỹ. Hai đĩa đơn tiếp theo "Lithium" và "In Bloom" lần lượt đạt vị trí thứ 11 và thứ 28 trên UK Singles Chart.
Nevermind được Hiệp hội Công nghiệp Ghi âm Hoa Kỳ (RIAA) chứng nhận Vàng và Bạch kim vào tháng 11 năm 1991, đồng thời được chứng nhận Kim cương vào tháng 3 năm 1999. Tại Canada, album cũng được chứng nhận Kim cương (1.000.000 bản bán ra) bởi Hiệp hội Công nghiệp Ghi âm Canada (CRIA) vào tháng 3 năm 2001. Tại Anh Quốc, Nevermind được chứng nhận 6x Bạch kim. Tính tới nay, tác phẩm đã tiêu thụ được hơn 30 triệu bản trên toàn thế giới, khiến đây trở thành một trong những album bán chạy nhất mọi thời đại.

## Đánh giá chuyên môn
| Đánh giá chuyên môn hiện thời | Đánh giá chuyên môn hiện thời |
| Nguồn đánh giá                | Nguồn đánh giá                |
| Nguồn                         | Đánh giá                      |
| ----------------------------- | ----------------------------- |
| Chicago Sun-Times             | [ 90 ]                        |
| Chicago Tribune               | [ 91 ]                        |
| Entertainment Weekly          | A−                            |
| Kerrang!                      | 5/5                           |
| Los Angeles Times             | [ 94 ]                        |
| NME                           | 9/10                          |
| Q                             | [ 96 ]                        |
| Rolling Stone                 | [ 97 ]                        |
| Select                        | 4/5                           |
| The Village Voice             | A−                            |

Chiến dịch quảng bá truyền thông dành cho Nevermind của Geffen có quy mô khiêm tốn hơn so với tiêu chuẩn thông thường của một hãng đĩa lớn. Nhân viên phụ trách quan hệ công chúng của hãng chủ yếu nhắm tới các ấn phẩm âm nhạc có thời gian xuất bản kéo dài cũng như các tạp chí địa phương ở khu vực Seattle. Tuy nhiên, phản hồi tích cực ngoài mong đợi từ những nhà phê bình được nghe trước tác phẩm đã thuyết phục hãng xem xét việc tăng số lượng bản phát hành ban đầu của album này so với dự kiến.
Thoạt tiên, Nevermind không nhận được nhiều bài đánh giá, thậm chí bị nhiều ấn phẩm phớt lờ hoàn toàn. Phải đến vài tháng sau khi phát hành – đặc biệt là sau khi ca khúc "Smells Like Teen Spirit" bắt đầu được phát rộng rãi trên sóng radio – thì các tòa soạn báo in mới "cuống cuồng" đưa tin về hiện tượng mà album đã trở thành. Song vào thời điểm đó, phần lớn sự chú ý lại đổ dồn vào Cobain thay vì chính bản thân album. Dẫu vậy, những bài phê bình xuất hiện từ sớm phần lớn đều mang tính tích cực. Karen Schoemer của The New York Times nhận xét: "Với Nevermind, Nirvana thực sự đã thành công. Album chứa đựng những chất liệu âm thanh cuốn hút, sự chuyển đổi tâm trạng tinh tế, các đoạn nhạc cụ độc đáo và lối chơi chữ đầy sáng tạo đủ để khiến người nghe đắm chìm trong hàng giờ liền ... Nevermind tinh tế và được sản xuất chỉn chu hơn bất kỳ tác phẩm nào mà các ban nhạc đồng trang lứa như Dinosaur Jr. hay Mudhoney từng trình làng."
Entertainment Weekly chấm Nevermind điểm A−. Nhà phê bình David Browne nhận xét rằng Nirvana "chưa bao giờ có ý định" làm cho âm nhạc của mình nghe "bình thường", đặc biệt khi so sánh với những ban nhạc alternative đương thời. Trong bài đánh giá đầy hào hứng trên tạp chí Anh Melody Maker, nhà phê bình Everett True kết luận: “Khi Nirvana phát hành Bleach nhiều năm về trước, những người tinh ý trong chúng tôi đã linh cảm rằng họ có tiềm năng tạo nên một album đủ sức thổi bay mọi đối thủ cạnh tranh. Chúa ơi, họ đã chứng minh điều đó là đúng một cách tuyệt đối." Tạp chí Spin cũng dành cho Nevermind một bài đánh giá tích cực, nhận định: "Bạn sẽ ngân nga tất cả các ca khúc trong album này suốt đời – hoặc ít nhất là cho đến khi băng cassette/CD/đĩa nhạc của bạn mòn đến mức không thể nghe được nữa." Trong khi đấy, tạp chí Select so sánh Nirvana với những cái tên huyền thoại như Jane's Addiction, Sonic Youth và Pixies cũng như khẳng định rằng: "Album này chứng minh Nirvana thực sự xứng đáng được xếp vào hàng ngũ danh giá đó."
Không phải mọi bài đánh giá về tác phẩm đều hoàn toàn tích cực. Rolling Stone chấm album này 3/5 sao. Nhà phê bình Ira Robbins viết: "Dù Nirvana không thực sự khai mở điều gì hoàn toàn mới mẻ, Nevermind vẫn sở hữu những ca khúc, cá tính và tinh thần tự tin đủ để vượt xa việc chỉ là một bản làm lại những bản hit nặng đô vốn quen thuộc với sóng phát thanh đại học." The Boston Globe thì tỏ ra dè dặt hơn. Nhà phê bình Steve Morse nhận xét: "Phần lớn Nevermind chỉ là thứ punk-pop rập khuôn từng được vô số nghệ sĩ từ Iggy Pop cho đến Red Hot Chili Peppers thực hiện trước đó rồi", bổ sung thêm rằng "ban nhạc dường như không có gì đáng để nói; họ chỉ lặp lại những lời lảm nhảm ngớ ngẩn phát ra từ ca sĩ kiêm người viết lời Cobain."
Nevermind đã được bình chọn là album xuất sắc nhất năm trong cuộc thăm dò ý kiến giới phê bình Pazz & Jop do tạp chí The Village Voice tổ chức; "Smells Like Teen Spirit" cũng đồng thời đứng đầu ở hai hạng mục Đĩa đơn của năm và Video của năm. Album chiếm ưu thế áp đảo trong bảng bình chọn, và nhà phê bình Robert Christgau của The Village Voice đã viết trong bài bình luận kèm theo kết quả khảo sát: "Nếu chỉ là một hiện tượng pop nho nhỏ, Nirvana có thể sẽ gặt hái được một chiến thắng vừa phải giống như De La Soul từng làm hồi năm 1990. Nhưng thay vào đó, thành công bùng nổ với nhiều đĩa bạch kim của họ đã trở thành sự xác tín công khai toàn diện đầu tiên dành cho hệ giá trị của dòng nhạc indie Mỹ: sự ồn ào, những giai điệu lập dị và thái độ ngang tàng – những thứ mà một nửa giới phê bình bỏ phiếu trong Pazz & Jop đã lớn lên cùng." Tại Anh Quốc, nhạc phẩm được NME xếp hạng 1 trong danh sách 50 LP xuất sắc nhất năm 1991. Ngoài ra, Nevermind đã mang về cho ban nhạc ba đề cử Grammy tại lễ trao giải Grammy lần thứ 34 và 35, trong đó có hạng mục Album nhạc alternative xuất sắc nhất.

## Di sản

### Tác động văn hóa

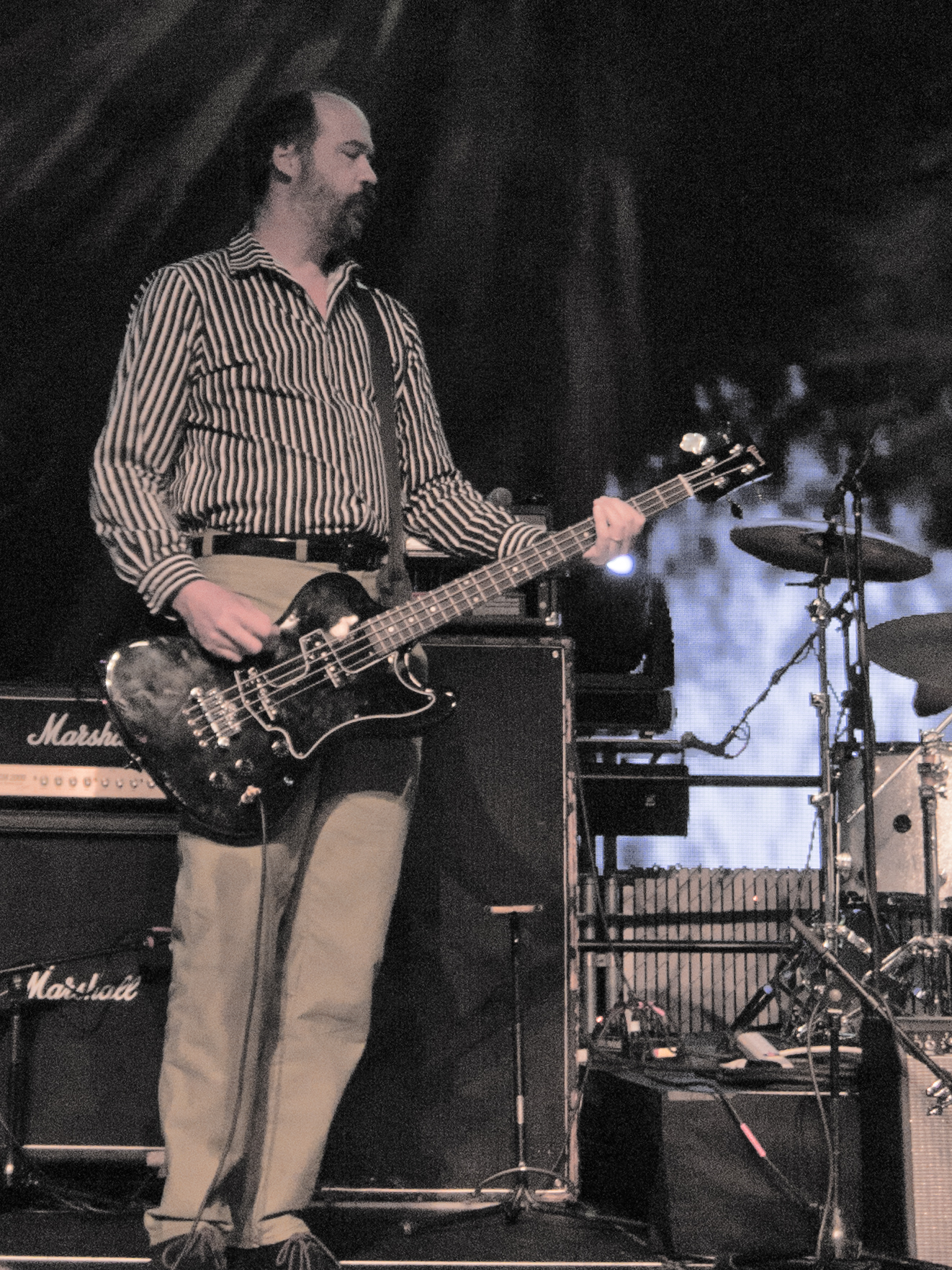
Tay bass Krist Novoselic tại buổi diễn kỷ niệm 20 năm Nevermind vào năm 2011

Nevermind không chỉ góp phần làm lan tỏa phong trào grunge tại Seattle mà còn đưa thể loại alternative rock nói chung bước ra mainstream, qua đó khẳng định tính khả thi về mặt thương mại lẫn văn hóa của dòng nhạc này, cũng như mở ra làn sóng bùng nổ alternative rock trong ngành công nghiệp âm nhạc. Mặc dầu khoảng thời gian từ lúc album trình làng cho đến khi Cobain qua đời là tương đối ngắn ngủi, nhưng thành công vang dội ấy đã giúp Nirvana được giới truyền thông ca tụng là ban nhạc lớn nhất thế giới, đặc biệt trong suốt năm 1992. Là một đại diện tiêu biểu của grunge, thành công của Nirvana trước những ban nhạc hair metal nổi tiếng lúc bấy giờ khiến nhiều người liên tưởng tới "Cuộc xâm lăng của nước Anh" vào nền âm nhạc đại chúng Mỹ hồi đầu thập niên 1960. Tác phẩm cũng khơi dậy sự quan tâm trở lại đối với văn hóa punk trong giới thanh thiếu niên thuộc Thế hệ X. Nhà báo Chuck Eddy nhận định rằng việc phát hành Nevermind có thể được xem như hồi chuông báo hiệu sự kết thúc của "kỷ nguyên album đỉnh cao".
Cây bút William Goodman của Billboard đã hết lời ca ngợi album này, đặc biệt khi so sánh với âm nhạc và hình ảnh của các ban nhạc hair metal: "Thay vì hình mẫu ngôi sao nhạc rock khoe cơ bắp, hít cocaine, coi phụ nữ như món đồ chơi trong thập niên 80 – thì Cobain đã làm sống lại (hoặc tái định nghĩa) hình tượng nghệ sĩ nhạy cảm: một gã punk thông minh, hài hước, ủng hộ nữ quyền, chống lại quyền lực áp bức với nụ cười ngọt ngào và tâm hồn dịu dàng." Trong phần bình luận đi kèm việc xếp Nevermind ở hạng 17 trong danh sách 500 album vĩ đại nhất mọi thời đại năm 2003, Rolling Stone viết: "Không có album nào trong lịch sử đương đại tạo ra sức ảnh hưởng mãnh liệt đến thế đối với cả một thế hệ – một quốc gia của những thiếu niên bỗng chốc hóa thành punk – và đồng thời để lại hậu quả thảm khốc tới như vậy cho chính người sáng tạo nên nó." Gary Gersh, người đã ký hợp đồng đưa Nirvana về Geffen Records, bổ sung thêm rằng: "Ngành công nghiệp âm nhạc có thể được chia thành trước và sau Nirvana... Nevermind đã chứng minh rằng đây không chỉ là một trào lưu alternative nhỏ bé diễn ra ở góc khuất nào đó của thị trường rồi biến mất. Đây chính là hiện thực."
Album này đã tạo ra tác động to lớn đối với văn hóa giới trẻ. Goodman nhận định rằng Nevermind đã “kết liễu dòng nhạc hair metal và châm ngòi cho một cuộc cách mạng văn hóa toàn cầu". Khi trả lời phỏng vấn BBC, nhà nghiên cứu văn hóa người Brazi Moyses Pinto bày tỏ rằng ông đã bị choáng ngợp bởi tác phẩm, chia sẻ: "Tôi đã nghĩ: ‘Thật hoàn hảo’; nó nghe như một sự tổng hòa rực rỡ giữa tiếng ồn và nhạc pop." Tương tự, Kgomotso Neto cho biết tầm ảnh hưởng của Nirvana cùng với kênh truyền hình MTV trong thời kỳ Nevermind đã tạo nên một thế hệ thanh niên mới – những người nghe cùng một loại nhạc và ăn mặc giống nhau (tức thời trang grunge). Neto nói thêm rằng "đã xuất hiện một sự đồng nhất văn hóa chưa từng thấy trước đó" cũng như "văn hóa grunge nhanh chóng trở thành xu thế thống trị; tất cả những gì từng được xem là 'ngầu' bỗng nhiên trở nên xấu xí và lố bịch, và Kurt [Cobain] chính là biểu tượng của sự nổi loạn, phá vỡ quy chuẩn." Trong cuốn tiểu sử Come as You Are: The Story of Nirvana (1993), Michael Azerrad lập luận rằng Nevermind đã đánh dấu một bước chuyển giao thế hệ mang tính thời đại trong âm nhạc, tương tự như sự bùng nổ của rock-and-roll hồi thập niên 1950, đồng thời kết thúc kỷ nguyên thống trị của Thế hệ bùng nổ trẻ sơ sinh trong nền âm nhạc đại chúng. Azerrad viết: "Nevermind xuất hiện đúng vào thời điểm lý tưởng nhất. Đây là thứ âm nhạc được viết bởi, dành cho, và nói về một thế hệ hoàn toàn mới – những người trẻ từng bị bỏ quên, phớt lờ hoặc coi thường."
Thành công của Nevermind đã khiến các nghệ sĩ đương thời của Nirvana bất ngờ và họ cảm thấy mình hoàn toàn bị lu mờ bởi sức ảnh hưởng của tác phẩm. Thủ lĩnh ban nhạc Fugazi Guy Picciotto về sau chia sẻ: "So với tác động mà họ tạo ra, đĩa nhạc của chúng tôi chẳng khác gì một gã lang thang đi tè trong rừng ... Bọn tôi cảm thấy như thể mình đang chơi đàn ukulele vậy, bởi vì sự chênh lệch quá lớn về tầm ảnh hưởng giữa họ và chúng tôi." Karen Schoemer của The New York Times viết rằng: Điều khác thường ở Nevermind là nó không chiều lòng cả khán giả đại chúng lẫn nhóm fan indie rock vốn đã ủng hộ album đầu tay của nhóm." Năm 1992, Jon Pareles cũng của The New York Times mô tả tình hình sau cú nổ của album: “Đột nhiên, mọi dự đoán đều trở nên vô nghĩa. Không ai biết chắc trong hàng tá, thậm chí hàng trăm ban nhạc nổi loạn, bừa bộn, luộm thuộm thì nhóm nào sẽ là cái tên tiếp theo chinh phục được hàng triệu người bình dân đi dạo trong trung tâm thương mại." Các giám đốc hãng đĩa bắt đầu chi rất nhiều tiền để ký hợp đồng với hàng loạt ban nhạc cũng như bỏ qua chiến lược xây dựng cộng đồng fan từ từ cho các ban nhạc alternative, mà thay vào đó là tìm cách đưa họ đến với thị trường đại chúng càng nhanh càng tốt.

### Đánh giá lại
| Đánh giá chuyên môn sau này   | Đánh giá chuyên môn sau này |
| Nguồn đánh giá                | Nguồn đánh giá              |
| Nguồn                         | Đánh giá                    |
| ----------------------------- | --------------------------- |
| AllMusic                      | [ 121 ]                     |
| The A.V. Club                 | A                           |
| Blender                       | [ 123 ]                     |
| Christgau's Consumer Guide    | A                           |
| The Daily Telegraph           | [ 125 ]                     |
| Pitchfork                     | 10/10                       |
| Q                             | [ 127 ]                     |
| Rolling Stone                 | [ 128 ]                     |
| The Rolling Stone Album Guide | [ 129 ]                     |
| Spin                          | [ 130 ]                     |

Nevermind tiếp tục nhận được lời khen ngợi từ giới phê bình và luôn được xếp hạng cao trong các danh sách album vĩ đại nhất mọi thời đại. Nhạc phẩm xếp thứ 17 trong danh sách 500 album vĩ đại nhất mọi thời đại của Rolling Stone, giữ nguyên vị trí này trong danh sách cập nhật năm 2012, đồng thời vươn lên vị trí thứ 6 trong các bản sửa đổi năm 2020 và 2023. Vào năm 2019, Rolling Stone cũng xếp Nevermind ở vị trí số một trong danh sách 100 album hay nhất thập niên 90, gọi đây là "album đã đảm bảo rằng thập niên 90 sẽ không nhàm chán." Cùng năm, Nevermind giữ vị trí quán quân trong danh sách 50 album grunge vĩ đại nhất của Rolling Stone. Tạp chí còn xếp album này ở vị trí thứ 10 trong danh sách 40 album punk vĩ đại nhất mọi thời đại.
Vào năm 2001, VH1 đã tiến hành một cuộc thăm dò ý kiến từ hơn 500 nhà báo, giám đốc âm nhạc và nghệ sĩ, trong đó đánh giá Nevermind là album vĩ đại thứ hai trong lịch sử rock 'n' roll chỉ sau Revolver của The Beatles. Time đã đưa Nevermind, mà cây viết Josh Tyrangiel của tạp chí này gọi là "album tuyệt vời nhất của thập niên 90", vào danh sách 100 album vĩ đại nhất mọi thời đại (The All-TIME 100 Albums) năm 2006. Pitchfork xướng tên tác phẩm ở vị trí thứ sáu trong danh sách album xuất sắc nhất thập niên 90 và nhận xét rằng: "Bất kỳ ai ghét bỏ album này ngày hôm nay đều chỉ đang cố tỏ ra ngầu, và họ cần phải cố gắng nhiều hơn nữa." Năm 2004, Thư viện Quốc hội Mỹ đã đưa Nevermind vào Lưu trữ Thu âm Quốc gia, một danh mục lưu trữ những bản ghi âm "có ý nghĩa văn hóa, lịch sử hoặc thẩm mỹ" từ thế kỷ 20. Ngược lại, Nevermind được bầu chọn là "Album bị thổi phồng nhất trên thế giới" (Most Overrated Album in the World) trong một cuộc khảo sát công khai của BBC vào năm 2005. Rock Hard xếp album này hạng 88 trong danh sách 500 album rock và metal vĩ đại nhất mọi thời đại". Vào năm 2006, độc giả của tạp chí Guitar World đã xếp Nevermind ở vị trí thứ 8 trong danh sách 100 bản thu âm guitar vĩ đại nhất (Greatest Guitar Recordings). Entertainment Weekly xếp tác phẩm ở vị trí thứ 10 trong danh sách 100 album vĩ đại nhất mọi thời đại của họ vào năm 2013. Nhạc phẩm đứng hạng 17 trong lần tái bản thứ ba của cuốn All Time Top 1000 Albums (1000 album vĩ đại nhất mọi thời đại, 2000) do Colin Larkin biên soạn. Christgau đã đưa Nevermind vào danh sách 10 album hay nhất thập niên 90 và cho rằng nếu nhìn lại thì đây là một album đạt điểm A-plus. Năm 2017, ca khúc "Smells Like Teen Spirit" được xướng danh vào Đại sảnh danh vọng Grammy. Vào tháng 10 năm 2023, Official Charts Company tiết lộ rằng Nevermind là album được stream nhiều thứ tư trong số các đĩa nhạc ra mắt vào thập niên 1990 tại Anh Quốc. Bước sang năm 2024, Paste Magazine xếp tác phẩm ở vị trí thứ 65 trong danh sách album vĩ đại nhất mọi thời đại.

### Tái phát hành
Năm 1996, Mobile Fidelity Sound Labs đã phát hành Nevermind trên định dạng đĩa vinyl như một phần thuộc dòng sản phẩm ANADISQ 200, đồng thời cho ra mắt thêm phiên bản CD mạ vàng 24-karat. Bản CD có bổ sung thêm ca khúc ẩn "Endless, Nameless". Phiên bản đĩa vinyl nhanh chóng cháy hàng do số lượng giới hạn, trong khi bản CD thì vẫn tiếp tục được sản xuất đều đặn trong nhiều năm sau đó. Sang năm 2009, Original Recordings Group phát hành Nevermind dưới dạng đĩa vinyl 180g với hai phiên bản: bản giới hạn màu xanh dương và bản thông thường màu đen. Tất cả đều được master và cắt âm bởi Bernie Grundman từ băng analog gốc.
Đến tháng 9 năm 2011, nhân dịp kỷ niệm 20 năm Nevermind lên kệ, Universal Music Enterprises tung ra hai ấn bản đặc biệt: "Deluxe Edition" với 2 CD, "Super Deluxe Edition" gồm 4 CD và 1 DVD. Đĩa đầu tiên trong cả hai bản đều chứa album gốc kèm theo các bản mặt B (các ca khúc thâu trong phòng thu lẫn biểu diễn trực tiếp). Đĩa thứ hai tập hợp các bản thu thử ban đầu, trong đó có những bản thu tại Smart Studio, một số buổi tập luyện được ghi lại bằng boombox và hai bản thu tại BBC. Riêng bản "Super Deluxe Edition" còn bao gồm bản phối gốc của Vig, cũng như CD và DVD ghi lại buổi diễn Live at the Paramount. Theo báo cáo của IFPI, các phiên bản tái phát hành nhân kỷ niệm 20 năm (2011) đã bán được gần 800.000 bản trên toàn cầu tính tới năm 2012. Tháng 6 năm 2021, Novoselic tiết lộ rằng anh và Grohl đang cùng nhau biên soạn phiên bản kỷ niệm 30 năm của album. Đến tháng 9 năm 2021, BBC Two ở Anh Quốc thông báo sẽ phát sóng bộ phim tài liệu có tựa đề When Nirvana Came to Britain nhằm kỷ niệm 30 năm phát hành album, với sự tham gia của Novoselic và Grohl. Cùng tháng đó, phiên bản kỷ niệm 30 năm Nevermind chính thức được trình làng gồm hai định dạng: bộ 8 đĩa vinyl LP và bộ 5 đĩa CD. Ấn bản này chứa đến 70 bản thu trực tiếp chưa từng được công bố trước đây, riêng phiên bản CD còn đính kèm đĩa Blu-ray ghi lại buổi diễn Live in Amsterdam.

## Danh sách bài hát
Tất cả lời bài hát được viết bởi Kurt Cobain; tất cả nhạc phẩm được soạn bởi Cobain trừ những trường hợp được ghi chú khác..
| STT              | Nhan đề                          | Sáng tác                          | Thời lượng |
| ---------------- | -------------------------------- | --------------------------------- | ---------- |
| 1.               | "Smells Like Teen Spirit"        | Cobain Krist Novoselic Dave Grohl | 5:01       |
| 2.               | "In Bloom"                       |                                   | 4:14       |
| 3.               | "Come as You Are"                |                                   | 3:39       |
| 4.               | "Breed"                          |                                   | 3:03       |
| 5.               | "Lithium"                        |                                   | 4:17       |
| 6.               | "Polly"                          |                                   | 2:57       |
| 7.               | "Territorial Pissings" ()        |                                   | 2:22       |
| 8.               | "Drain You"                      |                                   | 3:43       |
| 9.               | "Lounge Act"                     |                                   | 2:36       |
| 10.              | "Stay Away"                      |                                   | 3:32       |
| 11.              | "On a Plain"                     |                                   | 3:16       |
| 12.              | "Something in the Way"           |                                   | 3:52       |
| 13.              | "Endless, Nameless" (ca khúc ẩn) | Cobain Novoselic Grohl            | 6:43       |
| Tổng thời lượng: | Tổng thời lượng:                 | Tổng thời lượng:                  | 49:07      |

Ghi chú
1. ↑  Cựu giọng ca chính của ban nhạc Screaming Trees Mark Lanegan từng khẳng định rằng anh đã có đóng góp vào phần lời bài hát "Something in the Way" nhưng không được ghi công chính thức.[160]
2. ↑  Trong bản phát hành đầu tiên của Nevermind, toàn bộ phần nhạc đều được ghi công cho Nirvana,[161] tuy nhiên các bản phát hành sau này đã có sự điều chỉnh về phần ghi nhận tác giả.
3. ↑  Phần mở đầu của "Territorial Pissings" có đoạn Novoselic hát điệp khúc bài "Get Together" của ban nhạc The Youngbloods do Chet Powers sáng tác.[162]
4. ↑  Điều khiến Cobain bức xúc là ca khúc ẩn "Endless, Nameless" đã bị bỏ sót trong lô đĩa CD phát hành đầu tiên; sau đó anh yêu cầu phải bổ sung bài hát nói trên đúng như ý định ban đầu. Kể từ những lần tái bản sau, "Endless, Nameless" xuất hiện sau khoảng 10 phút im lặng nối tiếp "Something in the Way", khiến bài thứ 12 có tổng thời lượng lên tới 20:35. Tuy vậy, ca khúc ẩn này vẫn không được đưa vào các phiên bản đĩa vinyl.

## Đội ngũ sản xuất
Đội ngũ tham gia sản xuất Nevermind được lấy từ phần ghi chú trong album
| Nirvana - Kurt Cobain – hát chính, guitar, hiệu ứng âm thanh trong "Drain You" - Krist Novoselic (được ghi công là Chris Novoselic) – guitar bass, hát trong phần mở đầu của "Territorial Pissings" - Dave Grohl (được ghi công là David Grohl) – trống, hát nền trong "In Bloom", "Drain You" và "On a Plain" Nhạc sĩ bổ sung - Chad Channing – chũm chọe trong "Polly" (không được ghi công), trống trong "Smart Studio Sessions" (Deluxe Edition) - Kirk Canning – cello trong "Something in the Way" | Nhân sự kỹ thuật và thiết kế bìa album - Craig Doubet – hỗ trợ kỹ thuật âm thanh, trộn nhạc - Robin Sloane – giám đốc sáng tạo tại DGC/Geffen Records - Kurt Cobain (được ghi công cho bức "Monkey Photo" dưới tên Kurdt Kobain) – ý tưởng bìa album, nhiếp ảnh - Spencer Elden – em bé trong ảnh bìa album - Robert Fisher – chỉ đạo nghệ thuật, thiết kế, thiết kế bìa album - Michael Lavine – nhiếp ảnh - Bob Ludwig – master cho phiên bản kỷ niệm 20 năm - Jeff Sheehan – hỗ trợ kỹ thuật âm thanh - Butch Vig – sản xuất, kỹ thuật âm thanh - Nirvana – sản xuất, kỹ thuật âm thanh - Andy Wallace – trộn nhạc - Kirk Weddle – ảnh bìa album - Howie Weinberg – master - Paul Carlsen – kỹ thuật âm thanh và biên tập kỹ thuật số |

## Bảng xếp hạng
| Bảng xếp hạng (1991–1992)                    | Vị trí cao nhất |
| -------------------------------------------- | --------------- |
| Album Úc (ARIA)                              | 2               |
| Album Alternative Úc (ARIA)                  | 1               |
| Album Áo (Ö3 Austria)                        | 2               |
| Album Bỉ (IFPI Belgium)                      | 1               |
| Album Buenos Aires (UPI)                     | 1               |
| Canada Top Albums/CDs (RPM)                  | 1               |
| Album Canada (The Record)                    | 1               |
| Album Đan Mạch (Hitlisten)                   | 3               |
| Album Hà Lan (Album Top 100)                 | 3               |
| European Top 100 Albums (Music & Media)      | 2               |
| Album Phần Lan (The Official Finnish Charts) | 1               |
| Album Pháp (SNEP)                            | 1               |
| Album Đức (Offizielle Top 100)               | 3               |
| Album Hy Lạp (IFPI Hy Lạp)                   | 1               |
| Album Hungaria (MAHASZ)                      | 12              |
| Album Ireland (IFPI Ireland)                 | 1               |
| Album Israel (IBA)                           | 1               |
| Album Ý (Musica e dischi)                    | 10              |
| Album Nhật Bản (Oricon)                      | 24              |
| Album New Zealand (RMNZ)                     | 2               |
| Album Na Uy (VG-lista)                       | 2               |
| Album Bồ Đào Nha (AFP)                       | 1               |
| Album Nam Phi (SABC)                         | 5               |
| Album Tây Ban Nha (Spanish Albums Chart)     | 2               |
| Album Thụy Điển (Sverigetopplistan)          | 1               |
| Album Thụy Sĩ (Schweizer Hitparade)          | 2               |
| Anh Quốc Network Albums (MRIB)               | 6               |
| Album Anh Quốc (OCC)                         | 7               |
| Album Hoa Kỳ Billboard 200                   | 1               |
| Album Zimbabwe                               | 4               |

| Bảng xếp hạng (2015) | Vị trí cao nhất |
| -------------------- | --------------- |
| Album Ba Lan (ZPAV)  | 11              |

| Bảng xếp hạng (2017)     | Vị trí cao nhất |
| ------------------------ | --------------- |
| Album Canada (Billboard) | 46              |

| Bảng xếp hạng (2019)              | Vị trí cao nhất |
| --------------------------------- | --------------- |
| Album Bỉ (Ultratop Vlaanderen)    | 12              |
| Album Hoa Kỳ Top Rock (Billboard) | 16              |

| Bảng xếp hạng (2021)              | Vị trí cao nhất |
| --------------------------------- | --------------- |
| Album Quốc tế Croatia (HDU)       | 21              |
| Album Ba Lan (ZPAV)               | 1               |
| Album Hoa Kỳ Top Rock (Billboard) | 9               |

| Bảng xếp hạng (2022)     | Vị trí cao nhất |
| ------------------------ | --------------- |
| Album Hy Lạp (Billboard) | 1               |

| Bảng xếp hạng (2011)                                   | Vị trí cao nhất |
| ------------------------------------------------------ | --------------- |
| Album Bỉ (Ultratop Wallonie)                           | 7               |
| Album Đan Mạch (Hitlisten)                             | 16              |
| Album Phần Lan (Suomen virallinen lista)               | 41              |
| Album Pháp (SNEP)                                      | 5               |
| Album Hy Lạp (Billboard)                               | 5               |
| Album Ý (FIMI)                                         | 20              |
| Album Nhật Bản (Oricon)                                | 26              |
| Album Bồ Đào Nha (AFP)                                 | 1               |
| Album Scotland (OCC)                                   | 4               |
| Album Anh Quốc (Official Charts Company)               | 5               |
| Album Hoa Kỳ Billboard 200 Super Deluxe Edition        | 131             |
| Album Hoa Kỳ Top Catalog (Billboard)                   | 2               |
| Album Hoa Kỳ Top Rock (Billboard) Super Deluxe Edition | 34              |

| Bảng xếp hạng (1991) | Vị trí |
| -------------------- | ------ |
| Album Canada (RPM)   | 87     |
| Album Anh Quốc (OCC) | 89     |

| Bảng xếp hạng (1992)                     | Vị trí |
| ---------------------------------------- | ------ |
| Album Úc (ARIA)                          | 17     |
| Album Áo (Ö3 Austria)                    | 11     |
| Canada Top Albums (RPM)                  | 8      |
| Album Hà Lan (MegaCharts)                | 9      |
| Eurochart Top 100 Albums (Music & Media) | 5      |
| Album Pháp (SNEP)                        | 4      |
| Album Đức (Offiziele Top 100)            | 7      |
| Album New Zealand (RMNZ)                 | 8      |
| Album Thụy Sĩ (Schweizer Hitparade)      | 10     |
| Album Anh Quốc (OCC)                     | 22     |
| Hoa Kỳ Billboard 200                     | 3      |

| Bảng xếp hạng (1993) | Vị trí |
| -------------------- | ------ |
| Album Anh Quốc (OCC) | 71     |

| Bảng xếp hạng (1994)      | Vị trí |
| ------------------------- | ------ |
| Album Úc (ARIA)           | 66     |
| Album Hà Lan (MegaCharts) | 55     |
| Album Anh Quốc (OCC)      | 80     |
| Hoa Kỳ Billboard 200      | 84     |

| Bảng xếp hạng (1995)         | Vị trí |
| ---------------------------- | ------ |
| Album Úc (ARIA)              | 35     |
| Album Bỉ (Ultratop Wallonia) | 57     |
| Canada Top Albums/CDs (RPM)  | 6      |
| Album Anh Quốc (OCC)         | 88     |
| Hoa Kỳ Billboard 200         | 115    |

| Bảng xếp hạng (1996) | Vị trí |
| -------------------- | ------ |
| Album Úc (ARIA)      | 49     |

| Bảng xếp hạng (1998) | Vị trí |
| -------------------- | ------ |
| Album Anh Quốc (OCC) | 117    |

| Bảng xếp hạng (1999) | Vị trí |
| -------------------- | ------ |
| Album Anh Quốc (OCC) | 135    |

| Bảng xếp hạng (2001) | Vị trí |
| -------------------- | ------ |
| Album Anh Quốc (OCC) | 168    |

| Bảng xếp hạng (2002)                         | Vị trí |
| -------------------------------------------- | ------ |
| Album Alternative Canada (Nielsen SoundScan) | 102    |
| Album Metal Canada (Nielsen SoundScan)       | 47     |
| Album Anh Quốc (OCC)                         | 194    |

| Bảng xếp hạng (2005)                       | Vị trí |
| ------------------------------------------ | ------ |
| Album Giá tầm trung Bỉ (Ultratop Flanders) | 38     |
| Album Giá tầm trung Bỉ (Ultratop Wallonia) | 22     |
| Album Anh Quốc (OCC)                       | 160    |

| Bảng xếp hạng (2006)                       | Vị trí |
| ------------------------------------------ | ------ |
| Album Giá tầm trung Bỉ (Ultratop Flanders) | 16     |
| Album Giá tầm trung Bỉ (Ultratop Wallonia) | 16     |

| Bảng xếp hạng (2009)                       | Vị trí |
| ------------------------------------------ | ------ |
| Album Giá tầm trung Bỉ (Ultratop Wallonia) | 50     |

| Bảng xếp hạng (2011)                       | Vị trí |
| ------------------------------------------ | ------ |
| Album Giá tầm trung Bỉ (Ultratop Flanders) | 22     |
| Album Giá tầm trung Bỉ (Ultratop Wallonia) | 32     |
| Album Ba Lan (ZPAV)                        | 97     |
| Album Ý (FIMI)                             | 97     |
| Album Vinyl Anh Quốc (OCC)                 | 12     |
| Album Anh Quốc (OCC)                       | 127    |

| Bảng xếp hạng (2012)                       | Vị trí |
| ------------------------------------------ | ------ |
| Album Giá tầm trung Bỉ (Ultratop Flanders) | 31     |
| Album Giá tầm trung Bỉ (Ultratop Wallonia) | 33     |

| Bảng xếp hạng (2013)    | Vị trí |
| ----------------------- | ------ |
| Album Argentina (CAPIF) | 66     |

| Bảng xếp hạng (2015)       | Vị trí |
| -------------------------- | ------ |
| Album Úc (ARIA)            | 98     |
| Album Ý (FIMI)             | 98     |
| Album Vinyl Anh Quốc (OCC) | 13     |

| Bảng xếp hạng (2016)       | Vị trí |
| -------------------------- | ------ |
| Album Ý (FIMI)             | 89     |
| Album Ba Lan (ZPAV)        | 96     |
| Album Vinyl Anh Quốc (OCC) | 10     |
| Hoa Kỳ Billboard 200       | 161    |

| Album Áo (2017)                    | Vị trí |
| ---------------------------------- | ------ |
| Album Áo (Ö3 Austria)              | 69     |
| Album Ý (FIMI)                     | 85     |
| Album Vinyl Anh Quốc (OCC)         | 15     |
| Hoa Kỳ Billboard 200               | 183    |
| Hoa Kỳ Top Rock Albums (Billboard) | 30     |

| Bảng xếp hạng (2018)               | Vị trí |
| ---------------------------------- | ------ |
| Album Vinyl Úc (ARIA)              | 3      |
| Album Áo (Ö3 Austria)              | 72     |
| Album Ý (FIMI)                     | 78     |
| Album Bồ Đào Nha (AFP)             | 138    |
| Album Vinyl Anh Quốc (OCC)         | 7      |
| Hoa Kỳ Top Rock Albums (Billboard) | 55     |

| Bảng xếp hạng (2019)               | Vị trí |
| ---------------------------------- | ------ |
| Album Vinyl Úc (ARIA)              | 17     |
| Album Bỉ (Ultratop Flanders)       | 76     |
| Album Bỉ (Ultratop Wallonia)       | 106    |
| Album Ý (FIMI)                     | 84     |
| Album Bồ Đào Nha (AFP)             | 63     |
| Album Vinyl Anh Quốc (OCC)         | 14     |
| Hoa Kỳ Billboard 200               | 160    |
| Hoa Kỳ Top Rock Albums (Billboard) | 27     |

| Bảng xếp hạng (2020)               | Vị trí |
| ---------------------------------- | ------ |
| Album Vinyl Úc (ARIA)              | 10     |
| Album Áo (Ö3 Austria)              | 50     |
| Album Bỉ (Ultratop Flanders)       | 72     |
| Album Bỉ (Ultratop Wallonia)       | 91     |
| Album Croatia (Top 40 Nước ngoài)  | 33     |
| Album Ý (FIMI)                     | 94     |
| Album Vinyl Anh Quốc (OCC)         | 4      |
| Hoa Kỳ Billboard 200               | 129    |
| Hoa Kỳ Top Rock Albums (Billboard) | 13     |

| Chart (2021)                       | Position |
| ---------------------------------- | -------- |
| Album Vinyl Úc (ARIA)              | 2        |
| Album Áo (Ö3 Austria)              | 22       |
| Album Bỉ (Ultratop Flanders)       | 46       |
| Album Bỉ (Ultratop Wallonia)       | 68       |
| Album Đức (Offizielle Top 100)     | 68       |
| Album Vinyl Ireland (IRMA)         | 17       |
| Album Ý (FIMI)                     | 61       |
| Album New Zealand (RMNZ)           | 47       |
| Album Ba Lan (ZPAV)                | 34       |
| Album Bồ Đào Nha (AFP)             | 13       |
| Album Anh Quốc (OCC)               | 72       |
| Hoa Kỳ Billboard 200               | 97       |
| Hoa Kỳ Catalog Albums (Billboard)  | 21       |
| Hoa Kỳ Top Rock Albums (Billboard) | 14       |
| Album Vinyl Toàn cầu (IFPI)        | 8        |

| Bảng xếp hạng (2022)                | Vị trí |
| ----------------------------------- | ------ |
| Album Úc (ARIA)                     | 44     |
| Album Áo (Ö3 Austria)               | 26     |
| Album Bỉ (Ultratop Flanders)        | 52     |
| Album Bỉ (Ultratop Wallonia)        | 76     |
| Album Hà Lan (Album Top 100)        | 42     |
| Album Đức (Offizielle Top 100)      | 39     |
| Album Hungary (MAHASZ)              | 88     |
| Album Iceland (Tónlistinn)          | 36     |
| Album Vinyl Ý (FIMI)                | 19     |
| Album Litva (AGATA)                 | 38     |
| Album New Zealand (RMNZ)            | 47     |
| Album Ba Lan (ZPAV)                 | 25     |
| Album Bồ Đào Nha (AFP)              | 11     |
| Album Thụy Sĩ (Schweizer Hitparade) | 88     |
| Album Anh Quốc (OCC)                | 58     |
| Hoa Kỳ Billboard 200                | 57     |
| Hoa Kỳ Top Rock Albums (Billboard)  | 6      |

| Bảng xếp hạng (2023)                | Vị trí |
| ----------------------------------- | ------ |
| Album Úc (ARIA)                     | 70     |
| Album Bỉ (Ultratop Flanders)        | 76     |
| Album Bỉ (Ultratop Wallonia)        | 110    |
| Album Hà Lan (Album Top 100)        | 70     |
| Album Hungary (MAHASZ)              | 99     |
| Album Iceland (Tónlistinn)          | 79     |
| Album Thụy Sĩ (Schweizer Hitparade) | 28     |
| Album Vinyl Anh Quốc (OCC)          | 39     |
| Hoa Kỳ Billboard 200                | 126    |
| Hoa Kỳ Top Rock Albums (Billboard)  | 15     |

| Bảng xếp hạng (2024)           | Vị trí |
| ------------------------------ | ------ |
| Album Úc (ARIA)                | 77     |
| Album Áo (Ö3 Austria)          | 42     |
| Album Bỉ (Ultratop Flanders)   | 68     |
| Album Bỉ (Ultratop Wallonia)   | 95     |
| Album Hà Lan (Album Top 100)   | 58     |
| Album Đức (Offizielle Top 100) | 46     |
| Album Iceland (Tónlistinn)     | 91     |
| Hoa Kỳ Billboard 200           | 93     |

### Bảng xếp hạng cuối thập niên
| Bảng xếp hạng (1990–1999) | Vị trí |
| ------------------------- | ------ |
| Hoa Kỳ Billboard 200      | 32     |

| Bảng xếp hạng (2010–2019)  | Vị trí |
| -------------------------- | ------ |
| Album Vinyl Anh Quốc (OCC) | 9      |

## Chứng nhận
| Quốc gia | Chứng nhận   | Số đơn vị/doanh số chứng nhận |
| --- | ------------ | ----------------------------- |
| Argentina (CAPIF) | 3× Bạch kim  | 180.000^                      |
| Úc (ARIA) | 5× Bạch kim  | 350.000^                      |
| Áo (IFPI Áo) | Bạch kim     | 50.000*                       |
| Bỉ (BEA) | 8× Bạch kim  | 400.000‡                      |
| Brasil (Pro-Música Brasil) | Bạch kim     | 250.000*                      |
| Canada (Music Canada) | Kim cương    | 1.000.000^                    |
| Đan Mạch (IFPI Đan Mạch) | 6× Bạch kim  | 120.000‡                      |
| Phần Lan (Musiikkituottajat) | Vàng         | 46,830                        |
| Pháp (SNEP) | Kim cương    | 1.000.000*                    |
| Đức (BVMI) | 2× Bạch kim  | 1.000.000^                    |
| Iceland (FHF) | Bạch kim     | 5,000                         |
| Ý (FIMI) doanh số từ năm 2009 | 4× Bạch kim  | 200.000‡                      |
| Nhật Bản (RIAJ) | 3× Bạch kim  | 600.000^                      |
| México (AMPROFON) | 2× Vàng      | 200.000^                      |
| Hà Lan (NVPI) | Bạch kim     | 100.000^                      |
| New Zealand (RMNZ) | 7× Bạch kim  | 105.000^                      |
| Ba Lan (ZPAV) bản phát hành của BMG | Bạch kim     | 100.000*                      |
| Ba Lan (ZPAV) bản phát hành của Geffen/Universal Music                                                                                         | 3× Bạch kim  | 120.000‡                      |
| Bồ Đào Nha (AFP) | Bạch kim     | 40.000^                       |
| Singapore | —            | 35.000                        |
| Tây Ban Nha (PROMUSICAE) | Bạch kim     | 100.000^                      |
| Thụy Điển (GLF) | 2× Bạch kim  | 200.000^                      |
| Thụy Sĩ (IFPI) | Bạch kim     | 50.000^                       |
| Anh Quốc (BPI) | 9× Bạch kim  | 2.700.000‡                    |
| Hoa Kỳ (RIAA) | 13× Bạch kim | 13.000.000‡                   |
| Tổng hợp |              |                               |
| Toàn cầu | —            | 30.000.000                    |
| * Chứng nhận dựa theo doanh số tiêu thụ. ^ Chứng nhận dựa theo doanh số nhập hàng. ‡ Chứng nhận dựa theo doanh số tiêu thụ và phát trực tuyến. |              |                               |